# Енцо Беарцот
Винченцо „Енцо“ Беарцот (на италиански: Enzo Bearzot, на български срещан и като Енцо Беардзот) е италиански футболист и треньор.

## Кариера
Роден в Айело дел Фриули, Беарцот е син на банкер и посещава гимназия в Удине. Той има умерено успешна кариера като централен защитник. Дебютира в професионалния футбол с Про Гориция през 1946 г., които напуска през 1948 г., за да се присъедини към Интер Милано. След 3 сезона с „нерадзурите“, Беарцот заминава за Сицилия, където подписва с Катания.
През 1954 г. преминава в Торино, който още се възстановява след трагедията в Суперга през 1949 г. През двата сезона като титуляр играе 65 мача, отбелязвайки 1 гол. През 1956 г. се завръща в Интер, където играе 27 пъти, последният от който е загуба с 2:3 в Болоня на 9 юни 1957 г. На следващата година се завръща в Торино. Прави 164 изяви и вкарва 7 гола, преди да се оттегли през 1964 г. на 37 години, за да се посвети на треньорството.

### Треньор
След като завършва кариерата си на футболист, Енцо Беарцот става помощник-треньор на Торино, работейки заедно с италианските треньори Нерео Роко и Джован Батиста Фабри. След това води Прато в Серия Ц.
Въпреки това, той не започва кариера в клубните отбори, а вместо това избира да започне работа за Италианската футболна федерация: първо като старши треньор на отбора до 23 г., а след това като помощник-треньор на Феручо Валкареджи на Световното първенство през 1974 г. След Мондиал 1974 в Германия, Беарцот е назначен като помощник-треньор на Фулвио Бернардини, а през 1975 г. е повишен като старши треньор на Италия. Завършва с националния отбор на четвърто място на Мондиал 1978 г. Това представяне е повторено на Европейското първенство през 1980 г., организирано от Италия.
На Световното първенство през 1982 г., след слаби представяния в трите първи мача, Беарцот обявява т. нар. силенцио стампа (медийна тишина), за да избегне нарастващата критика от италианската преса. След това италианският отбор започва да играе най-добрия си футбол, побеждавайки Аржентина и Бразилия във втория кръг, Полша на полуфинала и Германия във финала и спечелвайки Световната купа за първи път от 1938 г. насам.
Италия не се класира за Евро 1984. Беарцот подава оставка след Световното първенство през 1986 г., където Италия е победена от Франция в директните елиминации. Беарцот е критикуван по време на последния турнир, задето твърде много се разчита на играчите от отбора от 1982 г., тъй като някои от тях вече не са в най-добрата си форма.
Той държи рекорда за най-много пъти на пейката като треньор на Италия, със 104 изяви.
След дълъг период на неангажираност, през 2002 г. Беарцот е назначен за президент на техническия сектор на италианската федерация – FIGC. Той напуска този пост през 2005 г.
Умира на 21 декември 2010 г. в Милано на 83-годишна възраст, точно 42 години след Виторио Поцо. Погребан е в семейната гробница в гробището на Падерно д'Адда.

## Отличия

### Отборни
Катания
- Серия Б (1): 1953/54

### Международни
Италия
- Световно първенство по футбол: 1982

### Индивидуални
- Seminatore d'oro: 1982
- World Soccer Magazine Световен треньор на годината: 2006[11]
- Европейски треньор на годината: 1982
- Panchina d'Oro alla carriera: 1992[12]
- Зала на славата на Италия по футбол: 2011 (посмъртно)[13]

#### Ордени
2-ра степен / Grand Officer: Орден за заслуги на Република Италия: 1982